# Disturbis de Riga del 2009
Els aldarulls de Riga van ser una sèrie d'actes violents que van produir-se després d'una important manifestació que va tenir lloc a Riga el 13 de gener de 2009. per la Crisi financera letona de 2008-2009, |una de les més profundes recessions del món durant la Recessió global 2008-2012.
L'oposició política i sindical havia convocat una manifestació per demanar la dissolució del parlament, que va aplegar entre 10.000 i 20.000 persones, que es van manifestar de manera pacífica per la capital en protesta per les condicions econòmiques del país. No obstant això, al vespre es van produir aldarulls amb el resultat de 50 ferits i 100 detinguts. Durant els avalots, es van destrossar alguns vehicles policials i es van saquejar algunes botigues. Més tard, la multitud es va desplaçar cap al parlament i va intentar assaltar-lo, però va ser repel·lida.
El 20 de febrer el Primer Ministre de Letònia Ivars Godmanis va dimitir juntament amb el seu govern i va ser substituït per Valdis Dombrovskis.